# Venéce
Venéce (1899-ig Venecia, szlovákul: Venecia, korábban Benátky) Lukó településrésze, korábban önálló falu Szlovákiában, az Eperjesi kerület Bártfai járásában.

## Fekvése
Bártfától 21 km-re nyugatra, Lukó központjával átellenben, a Tapoly másik (bal) partján fekszik.

## Története
Az üvegkohóiról híres települést 1410-ben említik először, ekkor még lakatlan volt. 1427-ben 7 porta után adózott. Üveghutáját az itáliai Muranóból érkezett üvegfúvók alapították, akik a települést szülőhazájukról, Velencéről nevezték el. Földesurai a Malcó, Kapi és Pulszky családok voltak. 1787-ben 35 háza és 235 lakosa volt.
A 18. század végén Vályi András így ír róla: „VENÉCIA. Orosz falu Sáros Várm. földes Ura Kapy Uraság, lakosai többen ó hitüek, fekszik nagy hegyek között; földgyének egy nyomása termékenyebb, réttye, legelője, és fája is van.”
A 19. században az Anhalt család birtoka lett. 1828-ban 41 házában 336 lakos élt.
Fényes Elek 1851-ben kiadott geográfiai szótárában így ír a faluról: „Veneczia, Sáros v. orosz falu, Lenártóhoz délre 1 órányira: 9 romai, 314 g. kath., 11 zsidó lak. Szép fenyves erdő. Fürészmalom. F. u. Kapy. Ut. p. Bártfa.”
A trianoni diktátum előtt Sáros vármegye Bártfai járásához tartozott.
1943-ban a szomszédos Lukóhoz csatolták.

## Népessége
1910-ben 182, túlnyomórészt ruszin lakosa volt.

## Nevezetességei
- Görögkatolikus temploma 1708-ban kő alapokon fából épült, ikonosztáza 18. századi, de egyes képei 17. századiak. Az ikonosztáz felső része 1736-ban, alsó része a 18. század második felében készült.

## Külső hivatkozások
- Képek a templomról
- A görögkatolikus püspökség honlapján